# Prawitz Öberg

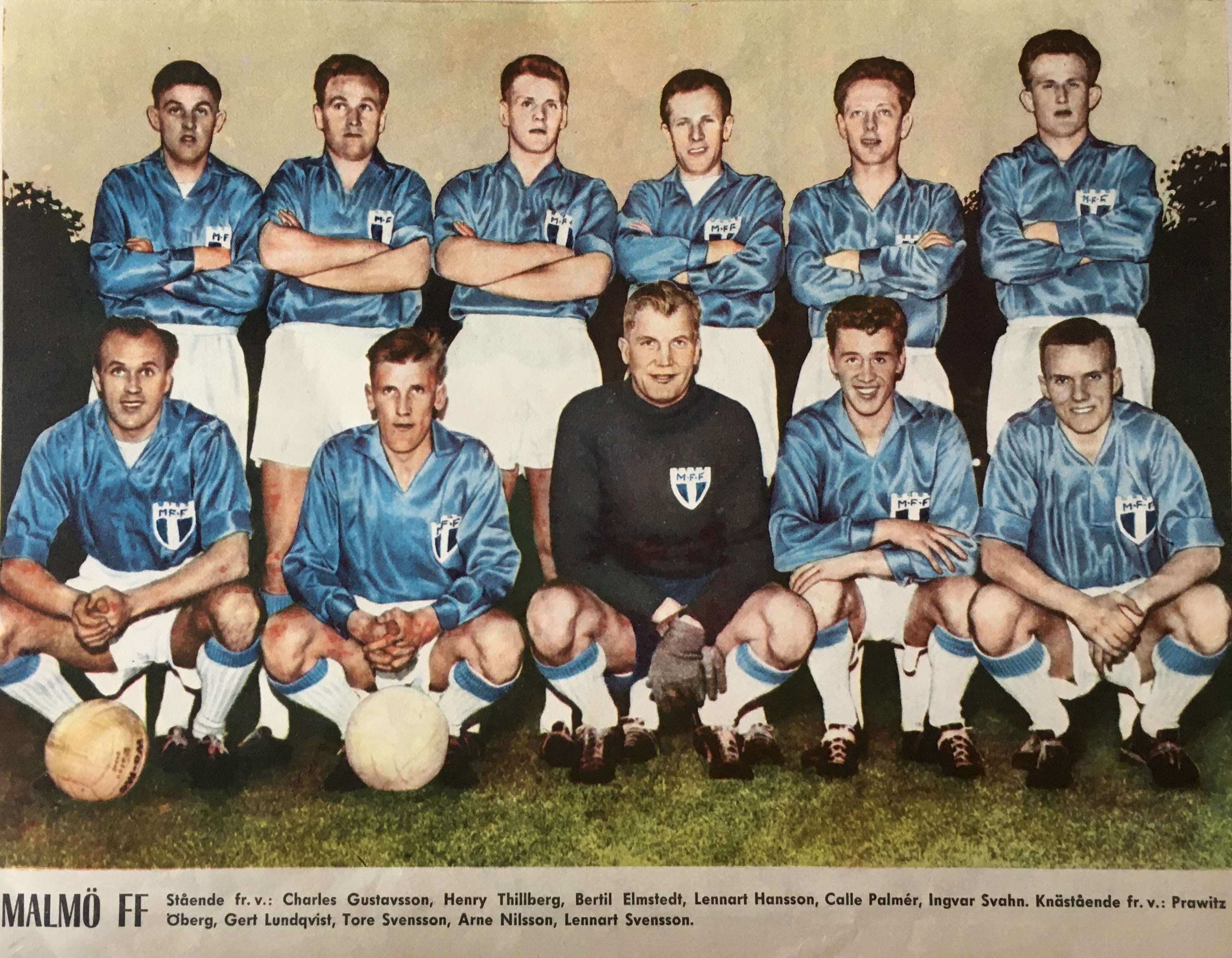
Malmö FF:s lag 1960 med bland andra Charles Gustafsson, Henry Thillberg, Bertil Elmstedt, Calle Palmér, Ingvar Svahn, Prawitz Öberg (knästående längst till vänster) och Tore Svensson.

Hartwig Edmund Prawitz Öberg, född 16 november 1930 i Gislöv i dåvarande Malmöhus län, död 4 november 1995 i Västra Skrävlinge socken i Malmö kommun, var en svensk fotbollsspelare, back, mittfältare och anfallare, landslagsspelare (26 landskamper, 5 landskampsmål). Öberg Spelade i Malmö FF och tilldelades Guldbollen 1962. Han var verksam som aktiv spelare fram till 41 års ålder parallellt med tränaruppdrag. 1966 var han som spelande tränare med om att föra Gunnarstorps IF till allsvenskt kvalspel, klubben slutade dock trea i kvalet och blev kvar i division 2. Han hade ett tillslag som få på liggande boll.

## Meriter
- Svensk mästare 1965